# Schlacht bei Fischbach
Fischbach – Sins – Villmergen II
Die Staudenschlacht oder Schlacht bei Fischbach war eine militärische Auseinandersetzung zwischen den reformierten und katholischen Orten der Eidgenossenschaft während des Zweiten Villmergerkrieges.
Die Schlacht fand am 26. Mai 1712 südlich von Fischbach-Göslikon im heutigen Kanton Aargau statt. Reformierte Berner Truppen befanden sich auf dem Weg von Mellingen nach Bremgarten, als sie in einen Hinterhalt der katholischen Innerschweizer gerieten. Aus dem Kampf, der zwei Stunden dauerte, ging Bern als Sieger hervor. Auf dem Schlachtfeld lagen 87 tote Berner, die Verluste der Innerschweizer beliefen sich auf über 400 Gefallene, mehrheitlich Luzerner.
Als direkte Folge wurde die Stadt Baden von Bern belagert, die am 1. Juli auch kapitulieren musste. Die endgültige Entscheidung fiel aber in der Zweiten Schlacht von Villmergen, bei der die katholischen Orte eine verheerende Niederlage erlitten.

## Weblinks

"Grund-Riss des Treffens bey Bremgarten oder so genannten Stauden-Schlacht entzwüschen denen Truppen des lobl. Stands Bern an einem und der lobl. V. catholischen Orthen am anderen Theil so geschehen den 26. Mey 1712"